# Viljo Vesterinen
Viljo Vesterinen (26 mars 1907 à Terijoki, aujourd'hui Zelenogorsk ; mort le 18 mai 1961  à Helsinki) est un compositeur et accordéoniste finlandais.

## Biographie
Si Viljo Vesterinen fréquenta l'école de musique de Vyborg, il fut un accordéoniste autodidacte et réalisa son premier enregistrement en 1929. Son enregistrement le plus célèbre est sans doute celui de la Säkkijärven polkka en 1939. On peut aussi citer Metsäkukkia (1931), Hilpeä hanuri (1936) et Valssi menneiltä ajoilta (1939).

## Filmographie partielle

### Musique
- 1993 : Les Vendeurs d'aspirateurs de John Webster[1]
- 2003 : Raid de Tapio Piirainen[2]
- 2004 : Souvenir du front de Markku Pölönen[3]
- 2005 : Promesse de Ilkka Vanne[4]

### Acteur
- 1936 : Taistelu Heikkilän talosta de Teuvo Tulio[5]
- 1942 : Niin se on, poijaat ! de Ossi Elstelä (non crédité)[6]